# 女勳爵
女勳爵（Lady，一译女爵），是对英国女贵族的一种敬称。女勋爵在中世纪是女贵族、皇室成员的头衔，因为当时英文中没有与亲王、公爵、伯爵等头衔对等的女性头衔。现时，女勋爵是对公爵夫人、女公爵、伯爵夫人、女伯爵等女贵族的敬称。公爵、侯爵、伯爵之女会在姓名前冠上这一头衔。